# Mario Party: Island Tour
Mario Party: Island Tour é um jogo desenvolvido pela NDcube e publicado pela Nintendo sendo lançado para o Nintendo 3DS. Foi o 3 jogo da franquia Mario Party a ser lançado para um console portatil da Nintendo. O jogo apresentou 7 tabuleiros novos e 81 mini games novos. Foi lançado em 22 de novembro de 2013 nas Américas, 17 de Janeiro de 2014 na Europa e somente em 20 de Março de 2014 no Japão. Posteriormente foi relançado em edição especial Nintendo Selects.
Mario Party: Island Tour foi anunciado pelo (na época) Presidente da Nintendo, Satoru Iwata, durante uma apresentação da Nintendo Direct, na época, sob o nome do Mario Party 3DS, e posteriormente tendo seu nome revelado. Foi um dos poucos jogos lançados pela Nintendo a estar disponíveis em Português de Portugal para quem tinha a versão europeia.

## Jogabilidade
Ao contrário do Mario Party 9, onde todos os quatro jogadores viajam juntos através de um veículo e visam obter o maior número de Mini Estrelas, Mario Party: Island Tour usa a tradicional jogabilidade independente para quatro jogadores, como visto nas entradas anteriores de Mario Party. O objetivo final do jogo na maioria dos tabuleiros é correr os adversários em um tabuleiro de design linear até a linha de chegada, ao contrário de outros jogos Mario Party, onde os jogadores são obrigados a acumular a maior quantidade de um determinado item para ganhar em todos os tabuleiros.
Ao lançar o Bloco de Dados ou usando uma carta, o jogador avança no tabuleiro e pode acionar um evento ou minijogos. Os minijogos podem ser jogados a qualquer momento, mesmo quando não estão no tabuleiro; o jogo também conta com AR (realidade aumentada) e StreetPass . Cada tabuleiro contia suas próprias regras, como correr até o final e usar itens para aumentar a quantidade de espaços avançados, além de atrapalhar os oponentes e coletar o maior número de Mini Estrelas para vencer.

### Personagens e Tabuleiros
O jogo tem 7 tabuleiros: Caminho do Palácio, Montanha do Bill-Banzai, Circuito Estelar, Corrida de Foguetões, Voo no Tapete do Kamek, Jogo de Cartas do Masquito e Vulcão do Bowser (que é desbloqueado ao completar todos os tabuleiros, exceto Jogo de Cartas do Masquito).
Existem 10 personagens jogáveis: Mario, Luigi, Princesa Peach, Princesa Daisy, Wario, Waluigi, Yoshi, Boo, Toad e Bowser Jr., que são desbloqueados ao vencer todos os 30 andares da Torre de Bowser.

### Torre do Bowser
A Torre de Bowser aparece em Mario Party: Island Tour e serve como Modo Single-Player. Os jogadores precisam progredir até uma torre e, para progredir, precisam ganhar uma serie de minijogos. A Torre do Bowser contém 30 andares, onde os oponentes ficam progressivamente mais difíceis quanto mais os jogadores progridem até a torre. A cada 5 andares, um minigame tipo chefe é jogado. Um Toad verde fica junto com o personagem do jogador no caminho, e o jogador enfrenta os "Bubble Clones", cópias de bolha dos personagens jogáveis. Os jogadores vencem o jogo quando vencem o "Ataque ao Bowser", e eles desbloqueiam Bowser Jr. como um personagem jogável.
As batalhas de Chefes são: Torre de Goombas (Chefe: Torre Goomba); Duelo na Lava (Chefe: Chomp Chomp); Avalanche Abominável (Chefe: Sr. Nevão); O Canhão do Rei Bob-bomba (Chefe: Rei Bob-bomba); Ténis do Bowser Esqueleto (Chefe: Bowsosso) e Ataque ao Bowser (Chefe: Bowser).

## Recepção
Mario Party Island Tour recebeu criticas mixtas tendo nota 57/100 Metacritic. Ja no Japão, a Famitsu deu uma pontuação de quatro oitos, totalizando 32 de 40. A NintendoLife deu nota 6/10 destacando o fato de ser um jogo muito bom para crianças e famílias, mas não muito bom para pessoas que só querem jogar Single-Player ou para os próprios fans da franquia.

Já no Brasil, a TecMundo deu nota 78 destacando o fato do jogo ser um bom ares para o declinio que foi o Mario Party DS e o Mario Party 9. Já a Nintendo Blast e a EuroGamer deram a mesma nota 6/10 com criticas fortes ao sistema de AR e o fato do jogo ser mais interessante se jogado multiplayer (principalmente usando o Download Play). 